# SBB A 3/5 651–652
Die SBB A 3/5 651–652, ab 1913 SBB A 3/5 811–812, waren Dampflokomotiven mit Schlepptender der Schweizerischen Bundesbahnen für den Schnellzugsdienst, die mit einem Brotankessel ausgerüstet waren. Die Vierzylinder-Verbunddampflokomotiven wurden 1907 geliefert und standen bis 1923 im Dienst. Sie wurden als Vorserienlokomotiven für eine verbesserte Variante der JS A 3/5 beschafft, waren aber den Vierzylinder-Heissdampf-Verbundlokomotiven A 3/5 601+602 ähnlicher Bauart unterlegen, weshalb nicht die A 3/5 501–502 in Serie, sondern die A 3/5 601+602 in Serie gebaut wurden.

## Geschichte
Im Anbetracht, dass Schnellzuglokomotiven mit der Achsfolge 2’C über weitere Jahre beschafft werden sollten, beschlossen die SBB bei der Bestellung des Jahres 1906 über 19 A 3/5-Lokomotiven bei der SLM, sechs davon als Versuchslokomotiven mit technischen Neuerungen auszuführen. Die übrigen entsprachen der von Jura-Simplon-Bahn entwickelten Vierzylinder-Nassdampf-Verbundlokomotiven A 3/5, welche die SBB in mehreren Losen nachbeschaffte.
Die Versuchslokomotiven wurden wie folgt ausgeführt:
- zwei Dreizylinder-Heissdamfplokomotiven A 3/5 501–502, Antrieb nach der Bauart von Borries auf den ersten Triebradsatz
- zwei Vierzylinder-Heissdampf-Verbundlokomotiven A 3/5 601–602, Antrieb nach der Bauart von Borries auf den ersten Triebradsatz
- zwei Vierzylinder-Nassdampf-Verbundlokomotiven mit Brotankessel A 3/5 651–652[1], Antrieb nach der Bauart De Glehn mit aussen liegenden Hochdruck-Zylindern die auf den mittlere Triebradsatz wirken und mit den Niederdruck-Zylindern mit Wirkung auf den ersten Triebradsatz

Von der Variante mit Brotankessel erhoffte man sich geringere Unterhaltskosten im Vergleich zum normalen Stehkessel mit kupferner Feuerbüchse.
Bei allen Versuchslokomotiven wurden Achsstand, Raddurchmesser und Abmessungen des Langkessels unverändert von den JS-Maschinen übernommen. 
Nach eingehender Erprobung wurde entschieden, eine Serie entsprechend der A 3/5 601–602 mit kleinen Änderungen zu bauen.
Die beiden Lokomotiven mit Brotankessel waren dem Kreis IV zugeteilt, der Unterhalt erfolgte durch die Hauptwerkstätte in Biel. Beide wurden 1923 ausgemustert.

## Technik

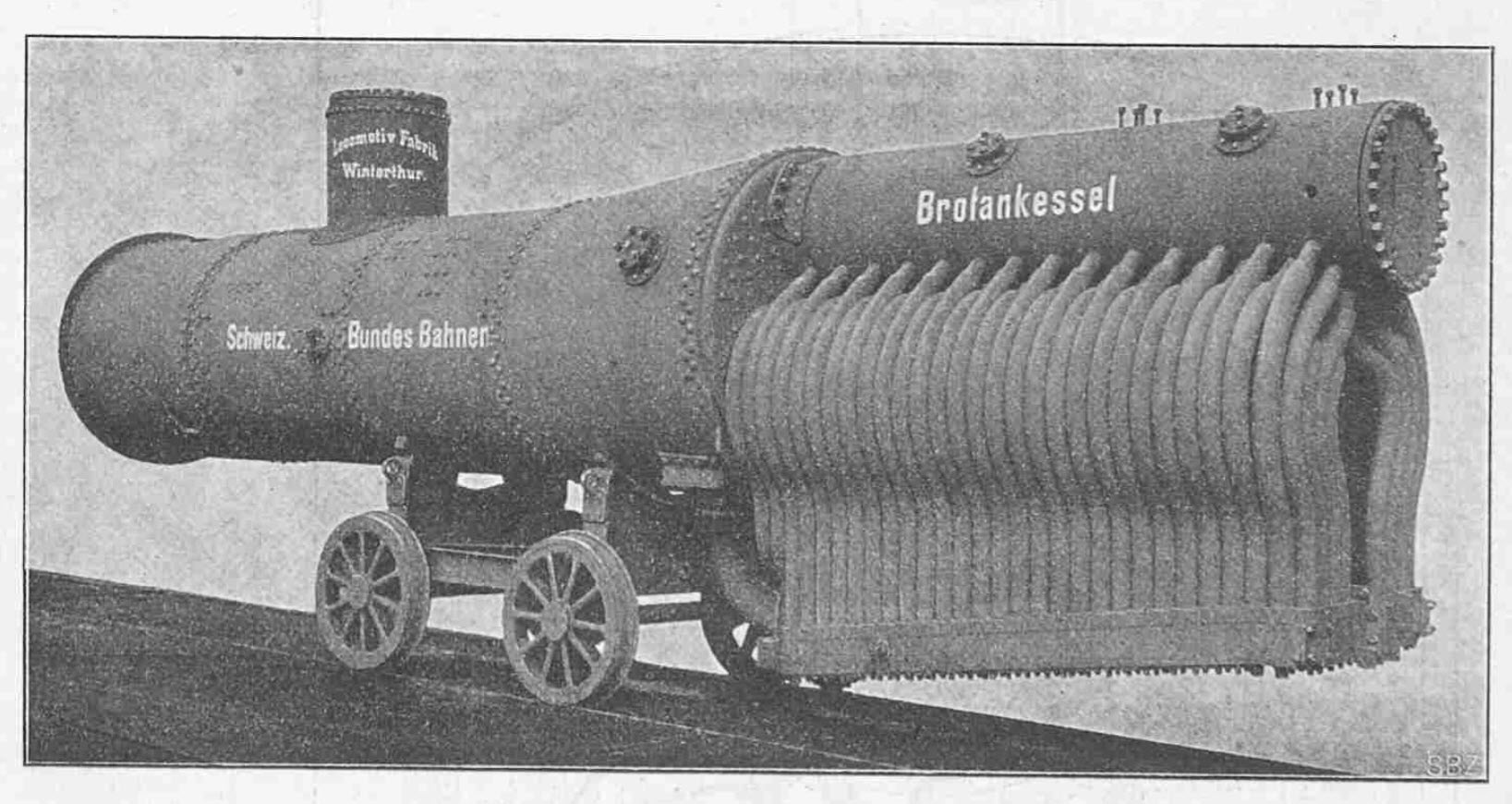
Brotankessel der Lokomotive Nr. 652. Rechts ist die Feuerbüchse mit den Wasserrohrwänden zu erkennen.

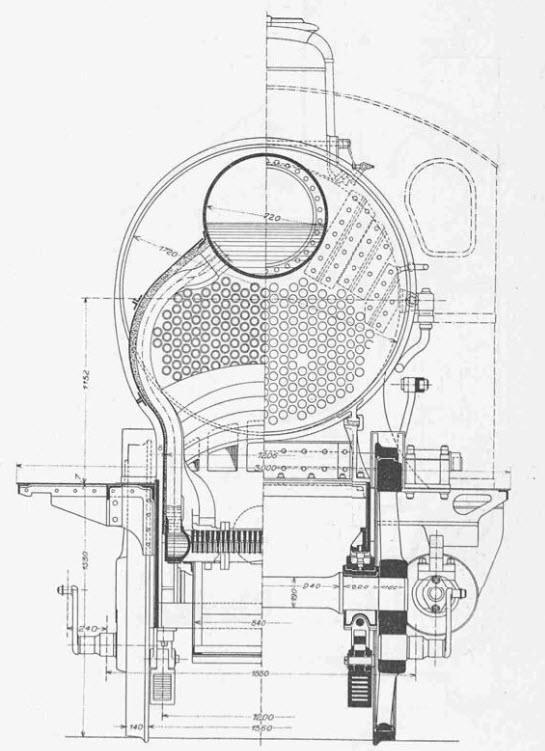
Querschnitt durch Feuerbüchse und hintere Triebachse

Die Lokomotiven mussten in der Lage sein, einen 350-t-Zug auf einer 10 ‰-Steigung mit 50 km/h zu befördern. Dies verlangte eine Zugkraft um die 80 kN bei einer Leistung von 1500 PS.
Der von Johann Brotan entwickelte Stehkessel verwendete statt der klassischen Feuerbüchse aus Kupfer eine Konstruktion mit Wänden aus flusseiesernen Wasserrohren. Diese mündeten unten in eine gusseiserne Ringleitung, die mit einem Rohr mit dem Kesselboden des Langkessels verbunden war. Die oberen Ende der Rohre mündeten in ein Vorkopf genanntes Rohr von 720 mm Durchmesser, das an den am hinteren Ende konisch aufgeweiteten Langkessel angeflanscht war. Ein Dampfsammelrohr verband den Vorkopf mit dem Dampfdom. Der Langkessel entsprach bis auf den letzten konisch aufgeweiteten Schuss dem Langkessel der JS A 3/5.
Die Vierzylinder-Verbunddampfmaschine der Bauart de Glehn entsprach derjenigen der JS A 3/5. Die aussenliegenden Hochdruckzylinder arbeiteten auf den zweiten Triebradsatz, die innenliegenden Niederdruckzylinder auf den ersten. Auf einer Lokomotivseite waren die Kurbelzapfen 180° zueinander versetzt, zwischen den Lokomotivseiten um 90°, sodass pro Radumdrehung acht Auspuffschläge zu hören waren. Die Lokomotiven waren mit dreiachsigen Schlepptendern gekuppelt, die 18 Kubikmeter Wasser und sieben Tonnen Kohle fassten.